# علي بنجلون
علي بنجلون سياسي مغربي.

## سيرته
درس القانون في باريس ثم التحق بنقابة المحامين بالدار البيضاء عام 1950 قبل أن يشغل منصب مدير ديوان وزير ، بعد الاستقلال ، ثم مديرًا للمحاكم والهيئات القضائية مع موظفين فرنسيين ، ومديرًا للشؤون الجنائية والعفو. رئيس الوفد الذي تفاوض بشأن الاتفاقيات القانونية مع فرنسا وإسبانيا ، كما ساهم إلى حد كبير في تطوير وتنظيم النظام القضائي المغربي الجديد.
شغل في عهد الحسن الثاني ، مدير المكتب الشريف للفوسفاط  ، كما تولى مهام سفير ، فضلاً عن منصب وزير العدل من 6 يوليوز إلى دجنبر 1967  إبان حكومة محمد بنهيمة.
في 17 مايو 1977 ، عينه الحسن الثاني سفيراً للمغرب لدى الولايات المتحدة وقدم أوراق اعتماده في 25 يونيو 1977 للرئيس الأمريكي جيمي كارتر,.
وفي 14 يناير 1989 عينه الحسن الثاني مرة أخرى سفيرا للمغرب لدى الولايات المتحدة وقدم أوراق اعتماده في 8 فبراير 1989 للرئيس الأمريكي جورج بوش.

## المهام
- مدير المكتب الشريف للفوسفاط
- نائب رئيس المجلس الدستوري
- وزير العدل من 6 يوليوز1967 إلى 18 ينابر 1968[8][9]
- سفير المغرب لدى الولايات المتحدة